# Splendida izolare
Splendida izolare este o expresie utilizată pentru orientarea politicii externe britanice de la sfârșitul secolului al XIX-lea, prin care erau evitate alianțele permanente, în special în perioada guvernului lui Lord Salisbury din 1885-1902. Această politică își avea originea în ieșirea în 1822 din sistemul Concertului European. După împărțirea Europei în două blocuri de putere și izolarea Regatului Unit în timpul celui de-al doilea război cu burii din 1899-1902, curentul izolaționist și-a schimbat cursul.
Expresia a fost folosită pentru prima oară în ianuarie 1896 de politicianul canadian  George Eulas Foster, care își exprima aprobarea pentru implicarea minimă a britanicilor în politica europeană și spunea „În aceste zile cam problematice când marele Imperiu Mamă stă splendid izolat în Europa.”  Expresia a fost de curând repus în circuit în cadrul dezbaterilor cu privire Brexit, uneori admirativ, alteori sarcastic. 

## Cadru istoric

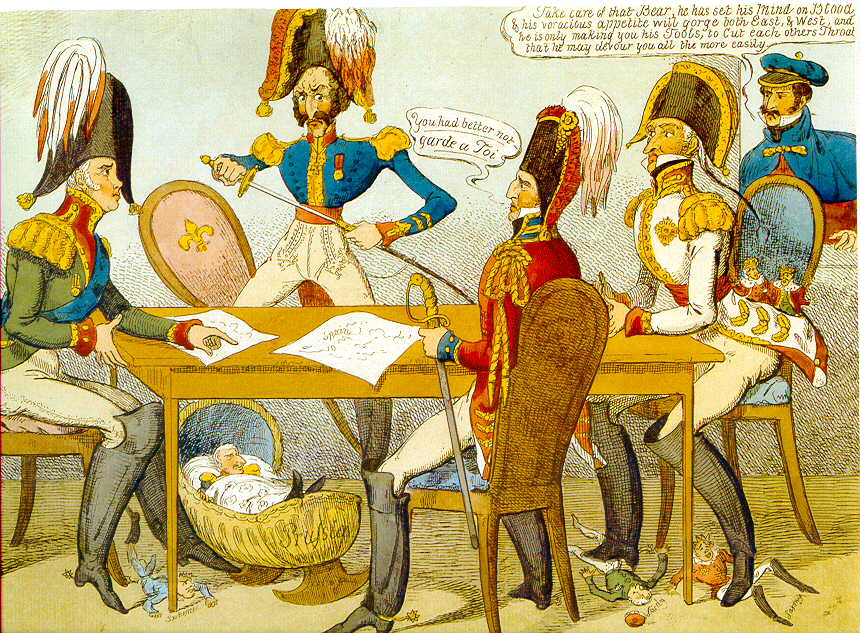
Caricatură a Congresului de la Verona din 1822

Politica britanică a fost caracterizată prin reținerea manifestată pentru intrarea în alianțe permanente sau asumarea de angajamente cu alte Mari Puteri. Deși se presupune că această politică a fost aplicată la sfârșitul secolului al XIX-lea, unii istorici consideră că își are originea în retragerea britanicilor din sistemul Concertul European după Congresul de la Verona din 1822. Această decizie a fost luată de George Canning, ale cărui principii au dominat politica externă britanică timp de decenii și au fost rezumate de istoricul Harold Temperley după cum urmează: 
„Neintervenție, nici un sistem politic european; fiecare națiune pentru sine și Dumnezeu pentru noi toți; echilibrul puterii, respectul pentru realitate, nu pentru teoriile abstracte; respectul pentru dreptul tratatului, dar precauție în extinderea lor… Anglia nu Europa… Domeniul Europei se extinde până la țărmurile Atlanticului, iar Anglia începe acolo.”
Pentru cea mai mare parte a secolului al XIX-lea, Anglia a căutat să păstreze echilibrul puterii existent la un moment dat în Europa, să își apere rutele comerciale spre colonii și dominioane, în special cele care legau India Britanică de metropolă prin Canalul Suez. În 1866, ministrul de externe Lord Derby explica politica britanică astfel: 
Este datoria guvernului acestei țări, plasată așa cum este în ceea ce privește poziția geografică, să se mențină în termeni de bunăvoință cu toate națiunile învecinate, dar să nu se încurce în  nicio alianță unică sau monopolistă cu vreuna dintre ele; mai presus de orice, să se străduiască să nu se amestece în mod inutil și iritant în afacerile interne ale oricărei țări străine.”
Singura excepție a fost Tratatul de la Londra din 1839, prin care a fost recunoscută independența Belgiei. Importanța strategică a porturilor belginene Ostend, Antwerp și Zeebrugge era atât de mare încât justifica garantarea de către britanici a independenței Belgiei, inclusiv prin mijloace militare, dacă ar fi fost nevoie.

## Bismarck și Salisbury

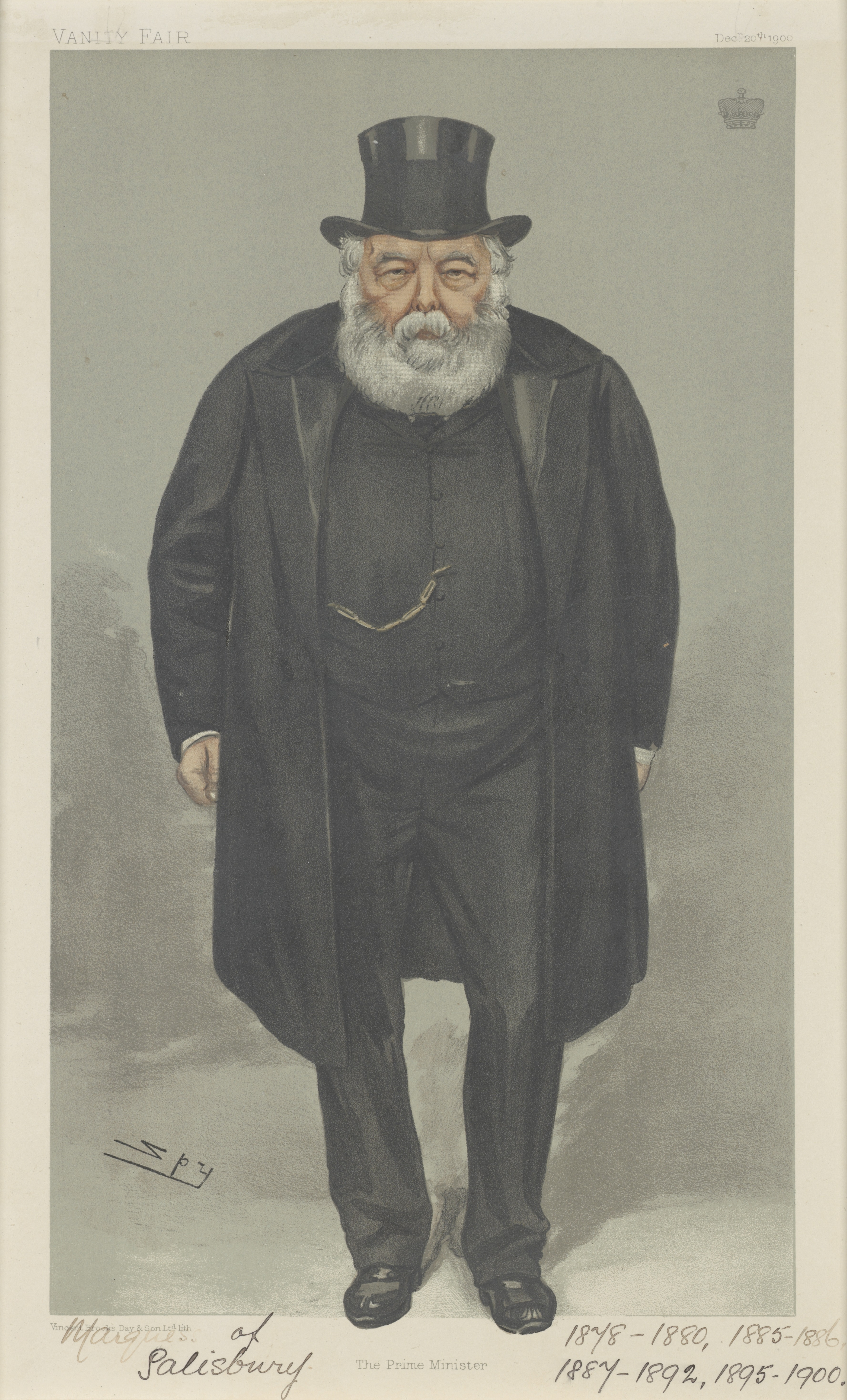
Portretul lordului Salisbury din „Spy”, 1900.

După proclamarea Imperiului German în 1871, cancelarul Bismarck a încercat să izoleze în 1873 Franța prin Liga celor Trei Împărați (Dreikaiserbund) dintre Austro-Ungaria, Imperiul Rus și Germania. Cinci ani mai târziu a părăsit Liga datorită creșterii influenței Rusiei în Balcani. Dubla Alianță dintre Germania și Austro-Ungaria s-a transformat în Tripla Alianță după ce Italia s-a alăturat înțelegerii în 1882.

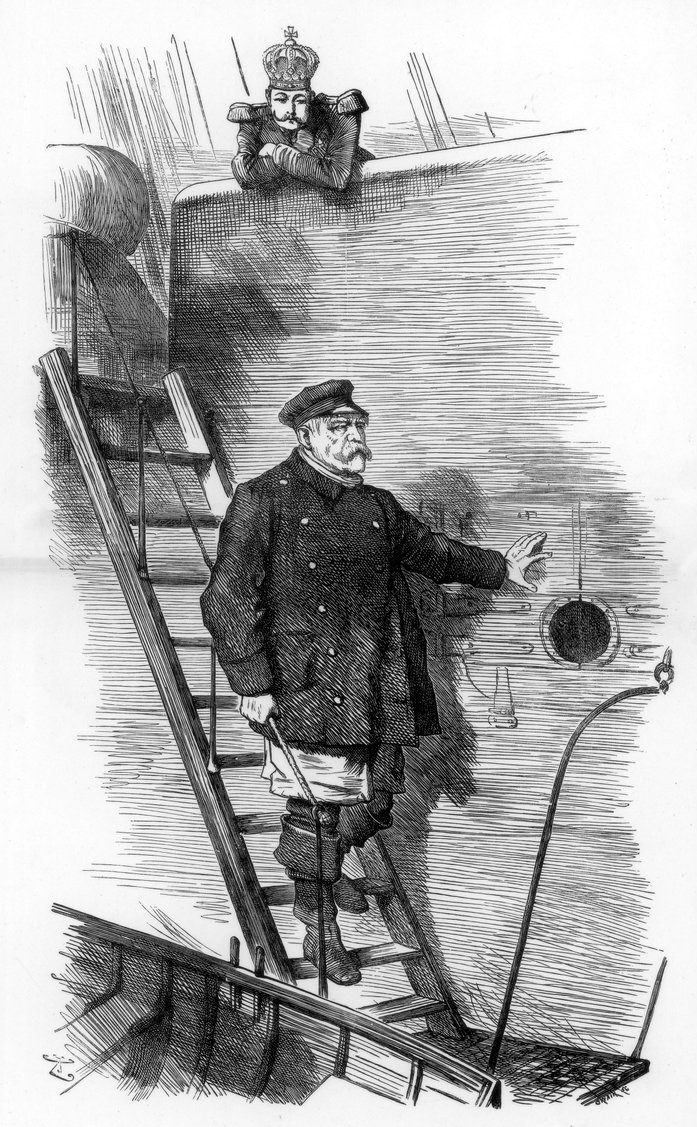
Debarcarea pilotului, caricatură de John Tenniel, una dintre cele mai faimoase caricaturi politice ale vremii sale, (29 martie 1890). Bismarck a fost destituit de împăratul Wilhelm al II-lea.

Principalul obiectiv al lui Bismarck a fost menținerea Rusiei și Germaniei în relații cordiale. El a reformat Liga în 1881 ca răspuns la încercările britanicilor și francezilor să se alieze cu rușii.  Când Liga a dispărut în cele din urmă în 1887, Bismarck a înlocuit-o cu Tratatul de reasigurare, o înțelegere secretă dintre Germania și Rusia cu privire la neutralitatea uneia dintre puteri dacă cealaltă avea să fie atacată de Franța sau Austro-Ungaria. 
Deși liderii politici britanici erau preocupați de creșterea puterii militare și industriale germane, ei au considerat că politica lui Bismack de după 1871 era concentrată în principal pe menținerea status quo-ului. Această poziție s-a modificat după ce împăratul  Wilhelm al II-lea l-a demis pe Bismack în 1890. Kaiserul și amiralul Alfred von Tirpitz au inițiat după acest moment Cursa germano-britanică a înarmării navale. 

Salisbury a dat o definiție celebră  a politicii sale externe: „să plutești alene în sensul curentului, scoțând ocazional cangea diplomatică”.  În practică, aceasta însemna evitarea războiului cu o altă Mare Putere sau o alianță a puterilor și asigurarea siguranței comunicațiilor cu Imperiul. Principala preocuparea a britanicilor era posibilitatea ca Rusia să cucerească Constantinopolul și Dardanele, ceea ce i-ar fi dat acces la Marea Mediterană, de unde ar fi putut amenința rutele către India. Regatul Unit și Imperiul Rus au fost aproape de război în timpul  Marea Criză Orientală în 1875-1878.
După ce britanicii au ocupat Egiptul în Războiul anglo-egiptean din 1882, politica mediteraneană s-a concentrat pe asigurarea stabilității. Așa a apărat în 1887  Acordurile Mediteraneene cu Italia și Austro-Ungaria. Cele trei state au fost de acord să coopereze în caz de criză, dar cum nu erau susținute prin legi naționale, niciun guvern nu era obligată să ceară aprobarea Parlamentului național.

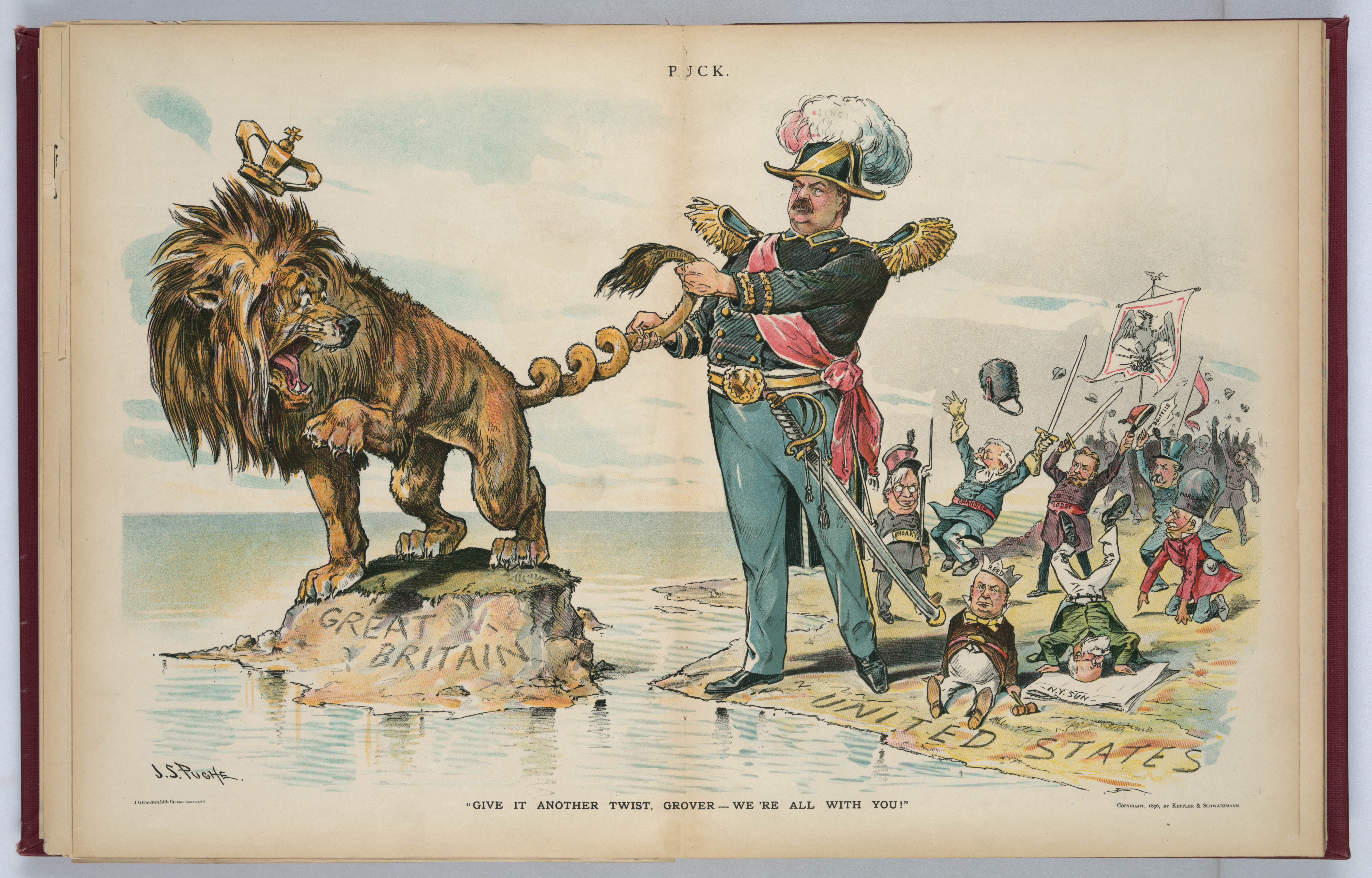
Președintele american Grover Cleveland răsucește coada leului britanic în problema Venezuelei

Aceasta i-a permis lui Salisbury să colaboreze din punct de vedere al politicii externe cu Germania  fără să  fie obligată să semneze o alianță oficială, asigurând o contrapondere amestecului francez în Egipt. Cum britanicii împărtășeau îngrijorarea austriecilor în legătură cu expansiunea influenței Rusiei în Europa de Sud-Est, Bismarck nu a fost obligat să aleagă între cei doi aliați ai Germaniei când aceștia au avut conflicte în Balcani. Această politică mutual profitabilă s-a încheiat în 1890, când Bismarck a fost demis de Wilhelm.
La sfârșitul secolului al XIX-lea, Regatul Unit a fost provocat pe mai multe fronturi. În Europa, a trebuit să facă față combinației dintre politica externă imprevizibilă a împăratului Wilhelm, creșterea puterii navale a Imperiului German și instabilitătea cauzate de declinul Imperiului Otoman. Pe continentul american, președintele american Grover_Cleveland a fabricat un conflict legat de frontiera dintre Venezuela și Guyana Britanică. În Asia Centrală, frontieră Indiei Britanice cu Imperiul Rus, care măsura  3.000 km în 1800, scăzuse la 30 km în unele sectoare. 
La sfârșitul secolului, Europa era divizată în două blocuri de putere. Kaiserul Wilheml a inițiat o politică externă prin care să termine „călătoria gratuită a Marii Britanii atârnate de pulpana Triplei Alianțe”. Amenințările numeroase la adresa intereselor regatului și excluderea diplomatică din perioada celui de-al doilea război cu burii  (1899-1902)  au făcut ca un politician precum Joseph Chamberlain, unul dintre liderii Partidul Liberal Unionist și un apărător înfocat la politicii Imperiul pe primul loc, să înceapă să își pună întrebări cu privire la justețea evitării alianțelor oficiale. 

## Abandonarea izolării

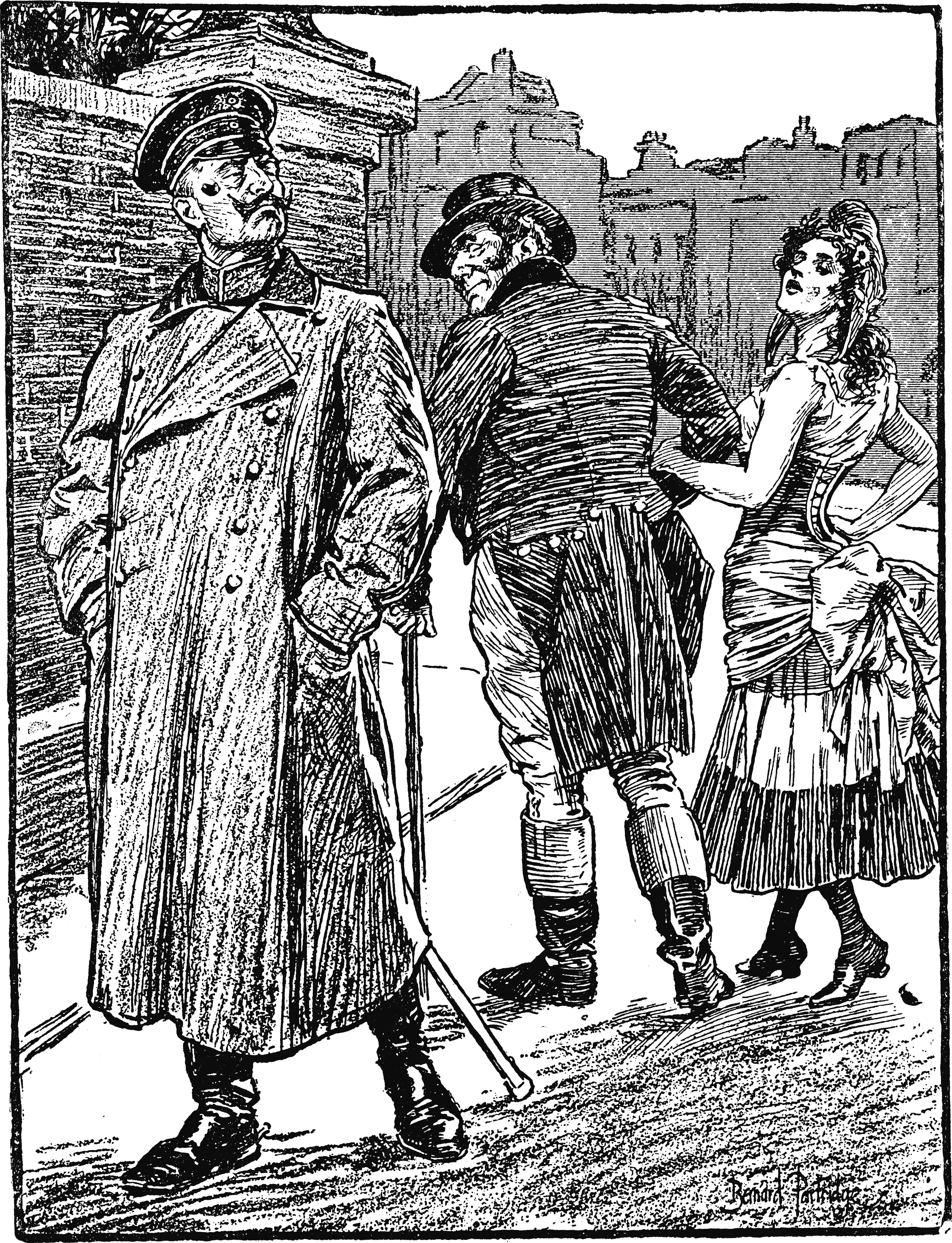
Antanta Cordială – John Bull (Marea Britanie) pleacă însoțit de Marianne (Franța), în vreme ce Kaiserul se preface că nu îi pasă.

În 1898, Secretarul de Stat pentru Colonii Joseph Chamberlain a făcut două încercări să negocieze o alianță cu Germania și făcut vorbit public despre situația  diplomatică grea a Marii Britanii: „Noi nu avem aliați. Mi-e temă că nu avem prieteni ... Suntem de unii singuri." Eforturile lui au fost în zadar, dar ele au fost o reflectare a înțelegerii tot mai clare a situației periculoase la care Anglia se expusese prin evitarea alianțelor europene.
Fiind în măsură egală preocupate de expansiunea Rusiei în Coreea și Manciuria, britanicii și japonezii au semnat în 1902 Alianța anglo-japoneză. Dacă oricare dintre cele două ar fi fost atacată de o a treia parte, cealaltă trebuia să rămână neutră, iar dacă ar fi fost atacată de două sau mai multe puteri, cea de-a doua semnatară trebuia să vină în sprijinul celei atacate. În practică, Japonia putea să se bazeze pe sprijinul britanic într-un război cu Rusia, dacă Franța sau Germania, care aveau la rândul lor interese în regiune, ar fi decis să se alăture rușilor. Cu Anglia încă implicată în războiul cu burii, acest tratat a fost mai degrabă o mișcare defensivă, decât o acțiune pentru încheierea izolaționismului. Acest punct de vedere a fost susținut de exemplu de T. G. Otte, care consideră tratatul ca pe o întărire distanțării a Marii Britanii de continent și de sistemul european de alianțe. Marea Britanie a început de asemenea construirea „Relației Speciale” cu SUA.
La început, pentru opinia publică britanică, Antanta cordială  din 1904 cu Franța și Convenția anglo-rusă din 1907 nu au fost alianțe oficiale, ci înțelegeri care s-au concentrat pe problemele granițelor coloniilor din Asia și Africa. Cu toate acestea, ele au deschis căile pentru cooperarea în alte domenii, ceea ce făcea ca britanicii să fie implicați într-un viitor conflict în care luptau Franța sau Rusia. Cele trei înțelegeri  au ajuns să fie cunoscute cu numele generic de Tripla Alianță. Britanicii i-au sprijinit pe francezi împotriva germanilor în Criza Agadir din 1911, cele două țări ajungând în cele din  urmă la o înțelegere informală pentru cooperare și în alte domenii. Până în 1914, atât comandanții forțelor terestre cât și cei ai marinei erau în favoarea sprijinirii Franței în cazul unui eventual război cu Germania, dar puțini membri ai guvernului erau conștienți de seriozitatea angajamentului militarilor.

## Evaluare istoricilor
Istoricul diplomației Margaret MacMillan consideră că, în 1897, Marea Britanie era cu adevărat izolată, dar această situație nu era nici pe departe „splendidă” ci foarte era, deoarece țara nu avea nici un prieten adevărat, era angajată în dispute cu Statele Unite, Franța, Germania și Rusia.
Istoricii au cercetat dacă izolarea britanicilor a fost o atitudine intenționată sau dictată de evenimentele contemporane. A. J. P. Taylor pretinde că „izolarea”a existat doar într-un sens limitat: „Britanicii au încetat cu siguranță să se mai preocupe de echilibrul puterii în Europa; ei au presupus că aceasta se autoreglează. Dar ei au menținut o legătură strânsă cu puterile continentale pentru binele afacerilor din afara Europei, în special în Orientul Apropiat”. John Charmley a considerat că „splendida izolare” a fost ficțiune pentru perioada anterioară Alianței franco-ruse din 1894, după care politica izolării a fost urmată cu mare  reticență. E. David Steele afirmă că, atunci când Salisbury s-a referit odată la „splendida izolare”, el „s-a exprimat ironic la adresa celor care credeau în această posibilitate.” 
Salisbury nu a folosit niciodată termenul „splendidă izolare” pentru descrierea modului de abordarea a politicii externe. Mai mult, el a fost public împotriva utilizării acesteia. El considera că este periculos ca țara să fie neimplicată în afacerile europene. Unul dintre biografii lui a afirmat că termenul a „fost atașat în mod nedrept de politica externă a lui Salisbury."  Marea Britanie nu a fost izolată în această perioadă,  având în vedere alinierile sale informale care decurg din cele două acorduri mediteraneene și din faptul că a continuat să negocieze cu alte puteri europene și a rămas complet legată de Imperiul Britanic.

## Folosirea expresiei în zilele noastre
Expresia a revenit în mijloacele de informare în masă britanice în 2011, când premierul David Cameron s-a opus unei înțelegerii pentru salvarea Zonei euro și rezolvarea crizei datoriilor europene. Vetoul a fost salutat de parlamentarii eurosceptici conservatori, care sprijineau punctul de vedere tradițional al partidului. 
Expresia a fost de asemenea utilizată în perioada de dinaintea și după  referendumul pentru părăsirea Uniunii Europene  (Brexit) din 23 iunie 2016. Mai înainte de vot, expresia a fost utilizată în mod ironic și critic de cei care doreau rămânerea în Uniune. De exemplu, fostul premier conservator John Major a folosit termenul în mod ironic în lunile în care a făcut campanie pentru opțiunea remain.

## Vedeți și
- Cauzele Primului Război Mondial
- Relațiile internaționale dintre Marile Puteri (1814–1919)
- Izolaționism
- Referendumul asupra menținerii Regatului Unit în Uniunea Europeană

## Resurse internet
- Harta Europei în perioada „splendidei izolări” a Regatului Unit (omniatlas.com)